# Мирани, Дамон
Дамон Мирани (нидерл. Damon Mirani; род. 13 мая 1996, Монниккендам, Северная Голландия) — нидерландский футболист, защитник клуба «Хераклес».

## Клубная карьера
Мирани — воспитанник клуба «Монниккендам». В конце сезона 2011/12 годов он перешёл в академию «Аякса». В марте 2013 года Дамон подписал с клубом первый профессиональный контракт на три года. В конце сезона 2012/13 годов Мирани получил награду «Будущий талант» (нидерл. Talent van De Toekomst), выступая за команду до 17 лет.
8 сентября 2013 года в матче против «Ахиллес '29» он дебютировал в Эрстедивизи за «Йонг Аякс». 28 июня 2014 года в неофициальном матче против «Пюттена» Мирани дебютировал за основной состав клуба, заменив Кенни Тете и забил гол. В марте 2016 года Дамон объявили что не будет продлевать с клубом контракт.
В мае 2016 года, Мирани подписал двухлетний контракт с клубом «Алмере Сити». 5 августа в матче против «Волендама» он дебютировал за новый клуб. 7 апреля 2017 года в матче против «ВВВ-Венло» Дамон забил первый гол за команду.
В июне 2021 года, Мирани стал игроком клуба «Волендам». 6 августа в матче против «Эйндховена» он дебютировал за клуб и забил первый гол.
5 июня 2024 года подписал трёхлетний контракт с «Хераклесом». 11 августа дебютировал за клуб в гостевом матче Эредивизи против «Спарты».